# Доручак код Тифанија (филм)
Доручак код Тифанија (енгл. Breakfast at Tiffany's) је амерички љубавна драма са елементима комедије, снимљена 1961. у режији Блејка Едвардса. Хепбернова је за улогу Холи Голајтли била у конкуренцији за Оскара за најбољу главну глумицу, а филм је иначе награђен овом наградом у категоријама најбоља песма и најбоља музика. Доручак код Тифанија је култни филм, често цитиран и од великог утицаја у поп култури. Слике Одри Хепберн у дугој црној хаљини, са бисерима, црним наочарима, шеширом и дугом црном муштиклом, спадају међу најпрепознатљивије у историји филма.
Амерички филмски институт је овај филм ставио на 61. место на листи 100 најлепших љубавних прича двадесетог века. Труман Капоте, по чијој је причи урађен сценарио, тражио је да Холи игра Мерилин Монро, коју је сматрао одличном за ту улогу и за коју је и писао причу. Због њеног проблематичног понашања и веома нестабилног емотивног стања, студио је беспоговорно одбио пишчев захтев и одабрао Хепбернову.

## Радња
Холи Голајтли је припадница њујоршког високог друштва, која зарађује радећи као пословна пратња. Стан јој је у нереду, леже касно, устаје још касније. Једном недељно посећује свог спонзора који је у затвору. У стан до ње се усељава млади писац Пол Варжак, и премда је очигледно да му се она допада, Холи жели да буду пријатељи. Како време пролази, њих двоје се заљубљују једно у друго, али Холи није спремна да се веже за било кога, и непрестано говори да људи не припадају једни другима. Пол схвата да се иза те хладноће крије заправо страх и на све начине покушава да је спречи да после лоших мушкараца излази са још лошијим.

## Улоге
| Глумац                 | Улога             |
| ---------------------- | ----------------- |
| Одри Хепберн           | Холи Голајтли     |
| Џорџ Пепард            | Пол (Фред)        |
| Мики Руни              | Јуниоши           |
| Патриша Нил            | госпођа Фејленсон |
| Бади Ебсен             | Док               |
| Мартин Балсам          | О Џеј Берман      |
| Алан Рид               | Сали Томато       |
| Хосе Луис де Виљалонга | Жозе да Силва     |